# Zhang Xiaoping
Pour les articles homonymes, voir Zhang.
Dans ce nom chinois, le nom de famille, Zhang, précède le nom personnel.
Zhang Xiaoping est un boxeur chinois né le 1er avril 1982 à Xilinhaote.

## Carrière
Médaillé d'argent aux championnats d'Asie 2007 en poids mi-lourds, il devient champion olympique de la catégorie aux Jeux de Pékin en 2008 en s'imposant en finale contre l'Irlandais Kenneth Egan.

## Parcours auxJeux olympiques
Jeux olympiques d'été de 2008 à Pékin (poids mi-lourds) :
- Bat Mourad Sahraoui (Tunisie) 3-1
- Bat Artur Beterbiyev (Russie) 8-2
- Bat Abdelhafid Benchabla (Algérie) 12-7
- Bat Yerkebulan Shynaliyev (Kazakhstan) 4-4
- Bat Kenneth Egan (Irlande) 11-7